# Župnija Sv. Florijan v Doliču
Župnija Sv. Florijan v Doliču je rimskokatoliška teritorialna župnija dekanije Stari trg koroškega naddekanata, ki je del nadškofije Maribor.
Župnijska cerkev je cerkev sv. Florijana.